# Psectra diptera
Psectra diptera — вид сітчастокрилих комах родини гемеробіїд (Hemerobiidae).

## Поширення
Вид поширений в Європі, Північній Азії та Північній Америці.

## Опис
Розмах крил 6-9 мм. Тіло темне. Крила світло-коричневі з темно-коричневими плямами. Існують як чотирикрилі та і двокрилі форми. При чому наявність крил не залежить ні від стаття, ні від географічного поширення.

## Спосіб життя
Імаго літають у червні-липні. Трапляються на вологих луках, у рідколіссях. Личинки є активними хижаками.